# Енисейски залив
Енисѐйският залин (на руски: Енисейский залив) е залив в южната част на Карско море, разположен между Гиданския полуостров на запад и полуостров Таймир на изток, край северозападните бреговете на Красноярски край, Русия. Вдава се на 225 km навътре в сушата, ширина на входа около 150 km, дълбочина 6 – 20 m. В него от юг се влива река Енисей. През зимата се покрива с неподвижен лед (припай), а в северната си част – с плаващи ледове, като се освобождава от тях за 3 месеца в годината. Приливите са полуденонощни с височина до 0,4 m. Развива се риболовът и уловът на морски животни. По водите на залива преминава морският път към пристанищата в долното течение на Енисей – Дудинка и Игарка. На входа, на източния му бряг е пристанището Диксон, близо до което се намира едноименният остров, на който е изградена хидрометеорологична обсерватория.

## Топографска карта
- Топографск карта R-43,44; М 1:1 000 000[2]